# Johnstown Chiefs
Die Johnstown Chiefs waren eine US-amerikanische Eishockeymannschaft aus Johnstown, Pennsylvania, die von 1988 bis 2010 in der ECHL, einer nordamerikanischen Minor League, spielte. 

## Geschichte
Ursprünglich wollten die Teambesitzer an die Tradition der Johnstown Jets anknüpfen, die von 1950 bis 1977 in diversen Ligen aktiv waren, jedoch waren die Inhaber der Rechte an den Jets nicht bereit diese abzutreten. Aus diesem Grund veranstalteten die Teambesitzer eine Abstimmung unter den eigenen Fans, welche den Namen Johnstown Chiefs auswählten in Anlehnung an das fiktive Team der Charlestown Chiefs aus dem Film „Schlappschuss“, welcher in Johnstown gedreht wurde. Zunächst spielten die Johnstown Chiefs in ihrer Premierenspielzeit in der All-American Hockey League, wechselten jedoch schon zur folgenden Saison in die East Coast Hockey League, in der sie eines von fünf Gründungsmitgliedern waren.
In ihrer Zeit in der ECHL entwickelten sich die Johnstown Chiefs zu einer festen Größe und waren schließlich das Team, welches am längsten in derselben Stadt und unter dem gleichen Namen aktiv war, ehe sie im Anschluss an die Saison 2009/10 nach Greenville, South Carolina, umgesiedelt und in Greenville Road Warriors umbenannt wurden.

## Team-Rekorde

### Karriererekorde
|                     | Name             | Anzahl                       |
| Meiste Spiele       | Dmitri Tarabrin  | 480 (in 9 Spielzeiten)       |
| Meiste Tore         | Lukáš Smítal     | 107                          |
| Meiste Vorlagen     | Perry Florio     | 171                          |
| Meiste Punkte       | Dmitri Tarabrin  | 234 (99 Tore + 135 Vorlagen) |
| Meiste Strafminuten | Jeffrey Sullivan | 1205                         |

## Bekannte ehemalige Spieler
| - Jakub Ficenec - Artūrs Irbe - Ivo Jan - Rob Leask - Brett McLean | - Greg Parks - Dimitri Pätzold - Dany Sabourin - Robby Sandrock - Jody Shelley | - Pēteris Skudra - Grant Stevenson - Billy Tibbetts - John Tripp - Derrick Walser |